# Tattinskij ulus
Il Tattinskij ulus è un ulus (distretto) della Repubblica Autonoma della Jacuzia-Sacha, nella Russia siberiana orientale; il capoluogo è la cittadina di Ytyk-Kjuël'.